# 恩克拉多斯

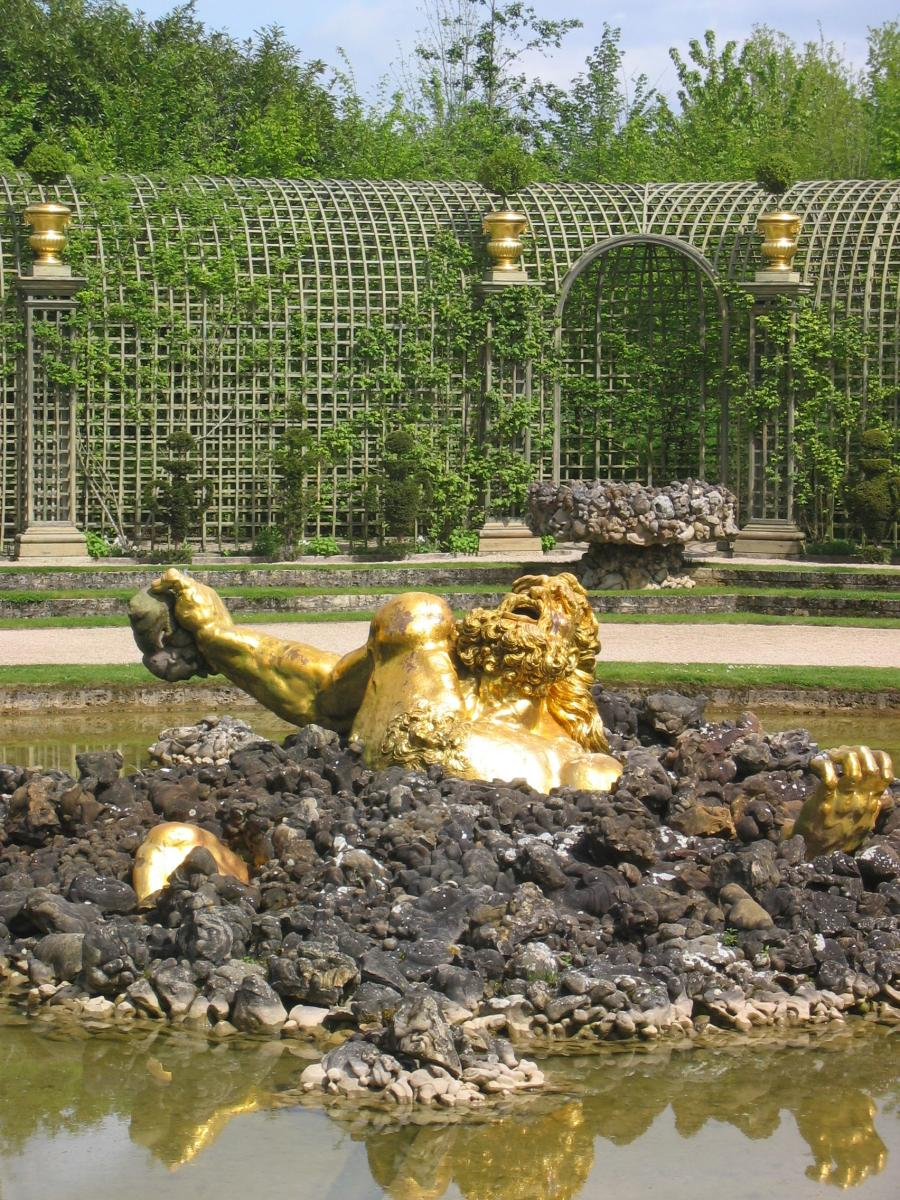

恩克拉多斯，希腊神话中的一位因为反对宙斯而战败，後來被雅典娜埋葬在埃特那山下的癸干忒斯之一，英文Enceladus則是土卫二的英文名。